# Semmelkren
Semmelkren é uma especialidade da cozinha da Áustria. Trata-se de uma espécie de molho (ou compota), confeccionado com pão (Semmel significa pãozinho, nos dialectos da Baviera e Áustria) e rábano-picante (designado por Kren, em Alemão).
A preparação envolve cozer o pão cortado em pequenos cubos num caldo de carne. Após a cozedura, o pão é coado e misturado com o rábano-picante acabado de ralar. Para se obter um sabor mais forte, os cubos de pão podem ser previamente fritos em banha.
O semmelkren é usado tradicionalmente para acompanhar pratos de carnes cozidas, como o tafelspitz.